# 7 avril 1948
Le mercredi 7 avril 1948 est le 98e jour de l'année 1948.

## Naissances
- Arnie Robinson, athlète américain, spécialiste du saut en longueur
- Dallas Taylor (mort le 18 janvier 2015), batteur
- Ecaterina Andronescu, femme politique roumaine
- Hung Hsiu-chu, femme politique taïwanaise
- Pietro Anastasi, footballeur italien
- René Le Lamer, footballeur puis entraîneur français

## Décès
- Emil Lind (né le 14 août 1872), acteur autrichien
- Samuel Lubin (né le 19 septembre 1862), artiste guyanais

## Événements
- Création de l'OMS (Organisation mondiale de la santé)
- discours de Staline sur le traité Finno-soviétique[1].